# Ментальна звітність
Концепція, яка вперше отримала назву у Річарда Талера (1980), ментальна звітність намагається описати процес, за допомогою якого люди кодують, поділяють на категорії та оцінюють економічні наслідки.
Одне з детальних застосувань ментальної звітності, гіпотеза поведінкового життєвого циклу (Shefrin & Thaler, 1988), стверджує, що люди ментально відносять будь-який актив як такий, що належить до одного з трьох рахунків: або до поточного доходу, або до поточного багатства, або до майбутнього доходу, і це впливає на їх поведінку, оскільки переміщення між рахунками майже не відбувається, а гранична схильність до споживання для кожного з рахунків різна.

## Ментальна звітність, корисність, вартість (цінність) та транзакція
У теорії ментальної звітності, обмеження рамками або фреймінг означає, що те, як людина суб'єктивно ставить транзакцію у рамки в своєму розумі, визначає корисність, яку вона отримає або очікує. Ця концепція схоже використовується у теорії перспектив, і багато теоретиків ментальної звітності в своєму аналіз адаптують цю теорію як функцію цінності.  
Функція модифікованої корисності є ще однією важливою концепцією для розуміння ментальної звітності. У кожній транзакції є дві вартості - вартість придбання та транзакційна вартість. Вартість придбання - це сума коштів, з якою людина готова розлучитися з метою фізично отримати якийсь товар. Транзакційна вартість - це вартість, за якою транзакція (придбання) буде вважатися вдалою. Якщо ціна, яка сплачується за товар, дорівнює ментальній зразковій ціні на нього, транзакційна вартість дорівнює нулю. Якщо ціна менше зразкової ціни, транзакційна вартість - позитивна.

## Витрати ментальної звітності
Узагальнено, витрати ментальної звітності або витрати ментальної транзакції, вид тразакційних витрат, є витратами на прийняття корисного рішення, особливо коли споживач робить корисне рішення придбати, і може встановили нижчу межу на зернистість корисної ціни на ринку.

## Омани та упередження
На ментальну звітність впливає значна кількість логічних оман та когнітивних упереджень.
Наприклад, люди поводяться по різному при використанні готівки або кредитних карток: якщо вони роблять ставку в якійсь грі, то ставка як правило є вищою при  розрахунку карткою, і меншою - при розрахунку готівкою. Це свідчить про використання ментальної звітності для ставлення до грошей, наче вони неоднакові готівкою і на картці.